# Campionato mondiale Superbike 2009
Il campionato mondiale di Superbike 2009 è la ventiduesima edizione del campionato mondiale Superbike.
Il campionato piloti è stato vinto dall'americano Ben Spies sulla Yamaha YZF-R1 del team Yamaha World Superbike che ha preceduto di soli 6 punti Noriyuki Haga sulla Ducati 1098R del team Ducati Xerox.
Il titolo costruttori è stato vinto dalla Ducati con un gran premio d'anticipo.

## Piloti partecipanti
fonte
Tutte le motociclette in competizione sono equipaggiate con pneumatici forniti dalla Pirelli.
| Nº  | Pilota            | Squadra                    | Motocicletta         |
| --- | ----------------- | -------------------------- | -------------------- |
| 2   | Jamie Hacking     | Kawasaki World Superbike   | Kawasaki ZX 10R      |
| 3   | Max Biaggi        | Aprilia Racing             | Aprilia RSV4 Factory |
| 7   | Carlos Checa      | HANNspree Ten Kate Honda   | Honda CBR1000RR      |
| 9   | Ryūichi Kiyonari  | Ten Kate Honda Racing      | Honda CBR1000RR      |
| 10  | Fonsi Nieto       | Suzuki Alstare BRUX        | Suzuki GSX-R 1000 K9 |
| 10  | Fonsi Nieto       | DFX Corse                  | Ducati 1098R         |
| 11  | Troy Corser       | BMW Motorrad Motorsport    | BMW S1000 RR         |
| 14  | Matthieu Lagrive  | HANNspree Honda Althea     | Honda CBR1000RR      |
| 15  | Matteo Baiocco    | PSG-1 Corse                | Kawasaki ZX 10R      |
| 15  | Matteo Baiocco    | Guandalini Racing          | Ducati 1098R         |
| 17  | Steve Martin      | BMW Motorrad Motorsport    | BMW S1000 RR         |
| 19  | Ben Spies         | Yamaha World Superbike     | Yamaha YZF R1        |
| 22  | Leon Camier       | Airwaves Yamaha            | Yamaha YZF R1        |
| 22  | Leon Camier       | Aprilia Racing             | Aprilia RSV4 Factory |
| 23  | Broc Parkes       | Kawasaki World Superbike   | Kawasaki ZX 10R      |
| 24  | Brendan Roberts   | Guandalini Racing          | Ducati 1098R         |
| 25  | David Salom       | Team Pedercini             | Kawasaki ZX 10R      |
| 27  | James Ellison     | Airwaves Yamaha            | Yamaha YZF R1        |
| 31  | Karl Muggeridge   | Celani Race                | Suzuki GSX-R 1000 K9 |
| 31  | Karl Muggeridge   | Suzuki Alstare BRUX        | Suzuki GSX-R 1000 K9 |
| 32  | Stuart Easton     | Kawasaki World Superbike   | Kawasaki ZX 10R      |
| 33  | Tommy Hill        | HANNspree Honda Althea     | Honda CBR1000RR      |
| 36  | Gregorio Lavilla  | Guandalini Racing          | Ducati 1098R         |
| 40  | Flavio Gentile    | HANNspree Honda Althea     | Honda CBR1000RR      |
| 41  | Noriyuki Haga     | Ducati Xerox               | Ducati 1098R         |
| 44  | Roberto Rolfo     | Stiggy Racing Honda        | Honda CBR1000RR      |
| 47  | Richard Cooper    | BMW Motorrad Motorsport    | BMW S1000 RR         |
| 49  | Shaun Whyte       | Yamaha France GMT 94 Ipone | Yamaha YZF R1        |
| 50  | Sylvain Guintoli  | Suzuki Alstare BRUX        | Suzuki GSX-R 1000 K9 |
| 51  | Milos Cihak       | ProRace                    | Suzuki GSX-R 1000 K9 |
| 53  | Alessandro Polita | Celani Race                | Suzuki GSX-R 1000 K9 |
| 55  | Régis Laconi      | DFX Corse                  | Ducati 1098R         |
| 56  | Shin'ya Nakano    | Aprilia Racing             | Aprilia RSV4 Factory |
| 57  | Lorenzo Lanzi     | DFX Corse                  | Ducati 1098R         |
| 58  | Marco Simoncelli  | Aprilia Racing             | Aprilia RSV4 Factory |
| 64  | Erwan Nigon       | Yamaha France GMT 94 Ipone | Yamaha YZF R1        |
| 65  | Jonathan Rea      | HANNspree Ten Kate Honda   | Honda CBR1000RR      |
| 66  | Tom Sykes         | Yamaha World Superbike     | Yamaha YZF R1        |
| 67  | Shane Byrne       | Team Sterilgarda           | Ducati 1098R         |
| 71  | Yukio Kagayama    | Suzuki Alstare BRUX        | Suzuki GSX-R 1000 K9 |
| 76  | Max Neukirchner   | Suzuki Alstare BRUX        | Suzuki GSX-R 1000 K9 |
| 77  | Vittorio Iannuzzo | Squadra Corse Italia       | Honda CBR1000RR      |
| 79  | Blake Young       | Suzuki Alstare BRUX        | Suzuki GSX-R 1000 K9 |
| 84  | Michel Fabrizio   | Ducati Xerox               | Ducati 1098R         |
| 86  | Ayrton Badovini   | PSG-1 Corse                | Kawasaki ZX 10R      |
| 88  | Roland Resch      | TKR Suzuki Switzerland     | Suzuki GSX-R 1000 K9 |
| 91  | Leon Haslam       | Stiggy Racing Honda        | Honda CBR1000RR      |
| 94  | David Checa       | Yamaha France GMT 94 Ipone | Yamaha YZF R1        |
| 96  | Jakub Smrž        | Guandalini Racing          | Ducati 1098R         |
| 98  | Jake Zemke        | Stiggy Racing Honda        | Honda CBR1000RR      |
| 99  | Luca Scassa       | Team Pedercini             | Kawasaki ZX 10R      |
| 100 | Makoto Tamada     | Kawasaki World Superbike   | Kawasaki ZX 10R      |
| 111 | Rubén Xaus        | BMW Motorrad Motorsport    | BMW S1000 RR         |
| 117 | Simon Andrews     | MSS Colchester Kawasaki    | Kawasaki ZX 10R      |
| 121 | John Hopkins      | Stiggy Racing Honda        | Honda CBR1000RR      |
| 124 | Luca Conforti     | Barni Racing               | Ducati 1098R         |
| 132 | Sheridan Morais   | Kawasaki World Superbike   | Kawasaki ZX 10R      |

| Legenda            |
| ------------------ |
| Pilota wildcard    |
| Pilota Sostitutivo |

## Calendario
| Nº | Data         | Gran Premio | Circuito         | Superpole       | Vincitore gara 1 | Vincitore gara 2 | Leader del campionato | Resoconto |
| -- | ------------ | ----------- | ---------------- | --------------- | ---------------- | ---------------- | --------------------- | --------- |
| 1  | 1º marzo     | Australia   | Phillip Island   | Ben Spies       | Noriyuki Haga    | Ben Spies        | Noriyuki Haga         | Resoconto |
| 2  | 14 marzo     | Qatar       | Losail           | Ben Spies       | Ben Spies        | Ben Spies        | Noriyuki Haga         | Resoconto |
| 3  | 5 aprile     | Spagna      | Valencia         | Ben Spies       | Noriyuki Haga    | Noriyuki Haga    | Noriyuki Haga         | Resoconto |
| 4  | 26 aprile    | Paesi Bassi | Assen            | Ben Spies       | Ben Spies        | Noriyuki Haga    | Noriyuki Haga         | Resoconto |
| 5  | 10 maggio    | Italia      | Monza            | Ben Spies       | Michel Fabrizio  | Ben Spies        | Noriyuki Haga         | Resoconto |
| 6  | 17 maggio    | Sudafrica   | Kyalami          | Ben Spies       | Noriyuki Haga    | Noriyuki Haga    | Noriyuki Haga         | Resoconto |
| 7  | 31 maggio    | Stati Uniti | Salt Lake City   | Ben Spies       | Ben Spies        | Ben Spies        | Noriyuki Haga         | Resoconto |
| 8  | 21 giugno    | San Marino  | Misano Adriatico | Jakub Smrž      | Ben Spies        | Jonathan Rea     | Noriyuki Haga         | Resoconto |
| 9  | 28 giugno    | Regno Unito | Donington Park   | Ben Spies       | Ben Spies        | Ben Spies        | Noriyuki Haga         | Resoconto |
| 10 | 26 luglio    | Rep. Ceca   | Brno             | Ben Spies       | Max Biaggi       | Ben Spies        | Noriyuki Haga         | Resoconto |
| 11 | 6 settembre  | Germania    | Nürburgring      | Noriyuki Haga   | Ben Spies        | Jonathan Rea     | Ben Spies             | Resoconto |
| 12 | 27 settembre | Italia      | Imola            | Michel Fabrizio | Noriyuki Haga    | Michel Fabrizio  | Noriyuki Haga         | Resoconto |
| 13 | 4 ottobre    | Francia     | Magny-Cours      | Ben Spies       | Ben Spies        | Noriyuki Haga    | Noriyuki Haga         | Resoconto |
| 14 | 25 ottobre   | Portogallo  | Portimão         | Ben Spies       | Ben Spies        | Michel Fabrizio  | Ben Spies             | Resoconto |

## Resoconto
La stagione 2009 vede il ritiro del pluricampione e pilota iridato in carica Troy Bayliss; il suo posto nel team Ducati Corse viene preso da Noriyuki Haga che abbandona la Yamaha. Quest'ultima si affida a Ben Spies, campione AMA Superbike, che nel 2008 ha partecipato a tre GP come wildcard in MotoGP con la Suzuki. Rispetto all'anno precedente sono presenti due nuovi team: la rientrante Aprilia con Max Biaggi e Shin'ya Nakano, e la novità BMW con il due volte campione Troy Corser e Rubén Xaus.
Sul circuito di Phillip Island Spies ottiene la pole position ma in gara 1 un errore alle prime curve dello statunitense, darà la vittoria ad Haga, partito solo 18°, che vince per 0.154 secondi su Neukirchner; terza l'altra Suzuki GSX-R1000 K9 del Team Alstare guidata dal giapponese Kagayama. In gara 2 invece vince Spies su Haga; terzo posto alla Honda CBR 1000RR del team Stiggy Racing Honda con il britannico Haslam.
In Qatar Spies riesce a fare la pole e a vincere sia in gara 1 che in gara 2, in entrambe le occasioni precedendo Haga e Biaggi che porta un'Aprilia RSV4 per la prima volta a podio.
Nella tappa spagnola a Valencia è nuovamente Spies il più veloce del sabato, ma in gara è Haga a vincere entrambe le manches; l'altra Ducati 1098R di Michel Fabrizio ottiene un secondo e un terzo posto mentre Spies ottiene solo un podio in gara 2.
Ad Assen, nei Paesi Bassi, Spies parte in pole per la terza volta di seguito e vince gara 1 è davanti a Haga e Haslam. In gara 2 Spies cade e Haga ottiene la vittoria su Haslam e Smrž.
Il GP d'Italia a Monza vede alla partenza (pole position di Spies) un incidente alla Prima Variante che coinvolge molti piloti: la Kawasaki ZX-10R di Tamada scivolando, colpisce Parkes, Corser, Roberts e Neukirchner; per quest'ultimo che ha un femore fratturato è il termine della sua stagione. Alla ripresa della gara dopo la bandiera rossa, Spies resta al comando quasi fino all'ultimo ma finisce la benzina a poche centinaia di metri dal traguardo e consegna a Fabrizio la sua prima vittoria nel Campionato mondiale Superbike, seguito da Haga e Kiyonari. In gara 2 l'americano si rifà con una vittoria, mentre Fabrizio è secondo, Kiyonari terzo e Haga cade ad alta velocità ma senza avere conseguenze gravi.
Sul tracciato di Kyalami (Sudafrica), altra novità del 2009 dopo una lunga mancanza dal calendario, Spies parte nuovamente in pole ma ottiene solo il terzo posto in gara 1, preceduto dalle Ducati di Haga e Fabrizio; le stesse due posizioni si ripetono in gara con Jonathan Rea in terza posizione.
Al Miller Motorsports Park in Utah Spies ottiene il nuovo record di pole consecutive (7) e in gara vince prima su Carlos Checa e Fabrizio e poi su Fabrizio e Rea.
L'ottava prova, il GP di San Marino, si svolge sul Circuito di Misano; la pole è di una Ducati, ma non quella ufficiale bensì quella del Team Guandalini condotta dal ceco Jakub Smrž che concluderà entrambe le gare in quarta posizione, conquistando anche il giro veloce. In gara 1 il tempo è incerto, perché ha piovuto da poco e la pista è ancora bagnata, ma dopo pochi giri la pista si asciuga e i piloti devono effettuare il primo flag-to-flag della Superbike. Il vincitore è Spies davanti a Shane Byrne e Fabrizio. In gara 2 Jonathan Rea ottiene la sua prima vittoria nella categoria precedendo Fabrizio e Haga.
Nel round in Gran Bretagna, nel circuito inglese di Donington, Ben Spies ottiene una doppietta oltre che la pole position, entrambe le volte con ampi distacchi, in gara-1 davanti all'Aprilia RSV4 di Max Biaggi e ad Haga, in gara 2 davanti ad Haslam e Fabrizio.
Nel circuito di Masaryk a Brno c'è la prima vittoria dell'Aprilia in Superbike, in gara 1 con Max Biaggi che precede le due Ten Kate Honda di Checa e Rea. In gara 2 vittoria di Spies su Biaggi e Fabrizio. Haga resta leader provvisorio del campionato, ma per soli 7 punti su Spies, dopo un 7º e 6º posto in gara.
Al Nürburgring la pole position è di Haga, con il pilota giapponese che in gara 1 giunge alle spalle di Spies e ha ora solo 2 punti di vantaggio sul pilota Yamaha. In gara 2 Haga si ritira dopo un contatto con Rea; quest'ultimo otterrà poi la vittoria davanti a Spies e al compagno di squadra Checa. Ora il campionato vede Spies al comando con 18 punti di vantaggio su Haga.
A Imola è Michel Fabrizio a segnare la Superpole e la gara è una questione tra 4 piloti: Haga, Fabrizio, Biaggi e Simoncelli, che guida l'Aprilia come wildcard; è il giapponese a vincere, Biaggi secondo e Fabrizio terzo, mentre Simoncelli è fuori per una caduta con Spies che ottiene il 4º posto. In gara 2 continua il duello Ducati-Aprilia, a vincere è Fabrizio con un distacco minimo sul compagno di squadra, terzo è Simoncelli, quarto Biaggi e Spies 5º. Con questi risultati Haga ritorna in testa alla classifica generale con 3 punti di vantaggio.
In Francia, a Magny-Cours Spies ottiene la 10° Superpole e vince gara 1 davanti ad Haga, quest'ultimo vince gara 2, davanti a Biaggi e Rea con Spies al quarto posto. La classifica iridata prima dell'ultimo GP vede Haga con 10 punti di vantaggio su Spies che però ha un maggior numero di vittorie. Nel frattempo la Ducati vince con un GP d'anticipo il campionato costruttori.
A Portimão, sul circuito dell'Algarve (circuito portoghese inaugurato l'anno precedente) le qualifiche danno nuovamente Ben Spies in pole position, il pilota texano vince gara-1 mentre il rivale Haga è costretto al ritiro e si ritrova così con 15 punti di svantaggio. In gara-2 Fabrizio vince la gara, Haga è secondo ma il quinto posto in classifica permette a Ben Spies di vincere il titolo iridato piloti al suo primo anno in questa categoria. Haga racimola un'altra volta il secondo posto in classifica (come negli ultimi 2 anni) ma stavolta a solo 6 punti dal vincitore.

## Classifiche

### Classifica piloti[60]
| Pos. | Pilota            | Moto              |     |     |     |     |     |     |     |     |     |     |     |     |     |     |     |     |     |     |     |     |     |     |     |     |     |     |     |     | P.ti |
| ---- | ----------------- | ----------------- | --- | --- | --- | --- | --- | --- | --- | --- | --- | --- | --- | --- | --- | --- | --- | --- | --- | --- | --- | --- | --- | --- | --- | --- | --- | --- | --- | --- | ---- |
| 1    | Ben Spies         | Yamaha            | 16  | 1   | 1   | 1   | Rit | 2   | 1   | Rit | 15  | 1   | 3   | Rit | 1   | 1   | 1   | 9   | 1   | 1   | Rit | 1   | 1   | 2   | 4   | 5   | 1   | 4   | 1   | 5   | 462  |
| 2    | Noriyuki Haga     | Ducati            | 1   | 2   | 2   | 2   | 1   | 1   | 2   | 1   | 2   | Rit | 1   | 1   | 9   | 8   | 5   | 3   | 3   | Rit | 8   | 6   | 2   | Rit | 1   | 2   | 2   | 1   | Rit | 2   | 456  |
| 3    | Michel Fabrizio   | Ducati            | 4   | 5   | Rit | Rit | 2   | 3   | 9   | 4   | 1   | 2   | 2   | 2   | 3   | 2   | 3   | 2   | 12  | 3   | Rit | 3   | 7   | 9   | 3   | 1   | 4   | 13  | 5   | 1   | 382  |
| 4    | Max Biaggi        | Aprilia           | 11  | 15  | 3   | 3   | 8   | 8   | 5   | Rit | 11  | 5   | 5   | 5   | 6   | 4   | 13  | 10  | 2   | 21  | 1   | 2   | 5   | 4   | 2   | 4   | 3   | 2   | 3   | 6   | 319  |
| 5    | Jonathan Rea      | Honda             | 5   | 9   | 12  | 8   | Rit | 13  | 7   | 5   | 5   | 4   | 4   | 3   | 5   | 3   | 7   | 1   | 7   | 15  | 3   | 4   | 4   | 1   | 7   | 6   | Rit | 3   | 2   | 3   | 315  |
| 6    | Leon Haslam       | Honda             | 6   | 3   | 11  | 11  | 5   | 5   | 3   | 2   | Rit | 7   | Rit | 4   | 10  | Rit | 12  | 8   | 4   | 2   | 7   | 12  | 6   | 5   | 6   | 8   | 5   | 5   | Rit | Rit | 241  |
| 7    | Carlos Checa      | Honda             | 12  | 13  | 5   | 13  | Rit | 6   | Rit | 7   | 9   | 10  | 6   | 6   | 2   | Rit | 11  | 5   | 11  | Rit | 2   | 5   | 3   | 3   | Rit | 10  | 6   | 9   | 7   | Rit | 209  |
| 8    | Shane Byrne       | Ducati            | Rit | Rit | 6   | 12  | 9   | 11  | 11  | 8   | 14  | 18  | 9   | Rit | 11  | 10  | 2   | 6   | 5   | 4   | 4   | 8   | 10  | Rit | Rit | 7   | 8   | 7   | 4   | 4   | 192  |
| 9    | Tom Sykes         | Yamaha            | 10  | 10  | 7   | 5   | 7   | 10  | 4   | 6   | 6   | 6   | 10  | 9   | 13  | 9   | 8   | 7   | Rit | 5   | Rit | 7   | 9   | 8   | 9   | 12  | Rit | Rit | NP  | NP  | 176  |
| 10   | Jakub Smrž        | Ducati            | 9   | 7   | Rit | 17  | Rit | 14  | 6   | 3   | 12  | 8   | 14  | 10  | 8   | 6   | 4   | 4   | 9   | Rit | 6   | 9   | 13  | 11  | 8   | 9   | 10  | Rit | Rit | 8   | 169  |
| 11   | Ryūichi Kiyonari  | Honda             | Rit | 23  | 8   | 4   | 12  | 9   | 15  | Rit | 3   | 3   | 12  | 13  | 4   | 5   | Rit | 14  | 10  | 7   | 13  | 13  | 14  | 7   | 5   | 17  | Rit | NP  | NP  | NP  | 141  |
| 12   | Yukio Kagayama    | Suzuki            | 3   | 8   | 22  | 15  | 6   | Rit | Rit | 12  | 4   | 17  | 8   | 13  | 12  | 12  | 6   | 11  | 17  | 13  | 14  | Rit | 14  | 10  | 15  | Rit | 7   | 6   | Rit | 11  | 128  |
| 13   | Troy Corser       | BMW               | 8   | 22  | 9   | 9   | Rit | 15  | 10  | 10  | Rit | NP  |     |     | 15  | 17  | Rit | 22  | Rit | 20  | 5   | 10  | 8   | 6   | 11  | Rit | 9   | 10  | Rit | 9   | 96   |
| 14   | Shin'ya Nakano    | Aprilia           | 15  | 12  | 4   | 7   | NP  | NP  | Rit | NP  | 13  | 12  | 7   | 7   | Rit | 7   | 9   | 13  | 6   | Rit | Rit | 13  | Rit | NP  |     |     |     |     |     |     | 86   |
| 15   | Régis Laconi      | Ducati            | 7   | 4   | 10  | 14  | 4   | 4   | 8   | 16  | 8   | 11  |     |     |     |     |     |     |     |     |     |     |     |     |     |     |     |     |     |     | 77   |
| 16   | Max Neukirchner   | Suzuki            | 2   | 6   | Rit | 6   | 3   | 7   | 13  | 9   | NP  | NP  |     |     |     |     |     |     |     |     |     |     |     |     |     |     |     |     |     |     | 75   |
| 17   | Rubén Xaus        | BMW               | 19  | 11  | 13  | 10  | 13  | 16  | 14  | 11  | 7   | 9   | Rit | Rit | 21  | 16  | 14  | 16  | 15  | 9   | Rit | NP  |     |     | 12  | 13  | 11  | 12  | 8   | Rit | 74   |
| 18   | Broc Parkes       | Kawasaki          | Rit | 18  | 14  | 16  | 10  | 17  |     |     | 10  | 13  | 15  | 14  | Rit | 11  | 17  | 17  | 18  | 14  | 12  | 16  | Rit | 13  | 10  | 15  | Rit | 15  | 11  | 12  | 51   |
| 19   | Matthieu Lagrive  | Honda             |     |     |     |     |     |     |     |     |     |     |     |     |     |     | 10  | 21  | 16  | 12  | 9   | 14  | 11  | Rit | Rit | Rit |     |     | 9   | 13  | 34   |
| 20   | Leon Camier       | Yamaha e Aprilia  |     |     |     |     |     |     |     |     |     |     |     |     |     |     |     |     | 13  | 6   |     |     |     |     |     |     | Rit | Rit | 6   | 7   | 32   |
| 21   | Fonsi Nieto       | Suzuki e Ducati   |     |     |     |     |     |     |     |     |     |     | 16  | 15  | 16  | 13  | 18  | 12  |     |     | 11  | 17  | Rit | 12  | Rit | Rit | Rit | 11  | Rit | Rit | 22   |
| 22   | Karl Muggeridge   | Suzuki            | Rit | 21  | 16  | 18  | 16  | 19  | 12  | Rit | 16  | Rit | 18  | Rit | Rit | NP  |     |     |     |     |     |     | 12  | Rit | 13  | 14  | Rit | 8   |     |     | 21   |
| 23   | John Hopkins      | Honda             |     |     |     |     | 11  | 12  |     |     |     |     |     |     |     |     | NP  | NP  | 8   | NP  | Rit | Rit | Rit | NP  |     |     |     |     |     |     | 17   |
| 24   | Matteo Baiocco    | Kawasaki e Ducati | Rit | 24  | 19  | 22  | 20  | Rit | Rit | 14  | 17  | 15  |     |     |     |     | Rit | Rit |     |     |     |     | Rit | 16  | 14  | 16  | 12  | 14  | 10  | Rit | 17   |
| 25   | Marco Simoncelli  | Aprilia           |     |     |     |     |     |     |     |     |     |     |     |     |     |     |     |     |     |     |     |     |     |     | Rit | 3   |     |     |     |     | 16   |
| 26   | Lorenzo Lanzi     | Ducati            |     |     |     |     |     |     |     |     |     |     |     |     | 17  | 14  | 19  | 18  | 14  | 11  | Rit | 15  |     |     | Rit | 11  |     |     |     |     | 15   |
| 27   | Makoto Tamada     | Kawasaki          | 18  | 17  | NP  | NP  | 14  | Rit | 17  | Rit | NP  | NP  |     |     |     |     |     |     |     |     | 10  | Rit | Rit | NP  | Rit | NP  |     |     | 12  | 16  | 12   |
| 28   | Gregorio Lavilla  | Ducati            |     |     |     |     |     |     |     |     |     |     | 11  | 12  | 14  | Rit | 22  | 15  | Rit | 18  |     |     |     |     |     |     |     |     |     |     | 12   |
| 29   | Luca Scassa       | Kawasaki          | 20  | 20  | 17  | 20  | 18  | 24  | Rit | 15  | 23  | 14  | 17  | Rit | 19  | Rit | Rit | 20  | 19  | 16  | 16  | Rit | 16  | 14  | 16  | 18  | 13  | Rit | 15  | 14  | 11   |
| 30   | Jamie Hacking     | Kawasaki          |     |     |     |     |     |     |     |     |     |     |     |     | 7   | 19  | 16  | 22  | 21  | Rit |     |     |     |     |     |     |     |     |     |     | 9    |
| 31   | James Ellison     | Yamaha            |     |     |     |     |     |     |     |     |     |     |     |     |     |     |     |     | Rit | 8   |     |     |     |     |     |     |     |     |     |     | 8    |
| 32   | Sheridan Morais   | Kawasaki          |     |     |     |     |     |     |     |     |     |     | 13  | 11  |     |     |     |     |     |     |     |     |     |     |     |     | Rit | 19  |     |     | 8    |
| 33   | Sylvain Guintoli  | Suzuki            |     |     |     |     |     |     |     |     |     |     |     |     |     |     |     |     |     |     |     |     |     |     |     |     |     |     | Rit | 10  | 6    |
| 34   | Simon Andrews     | Kawasaki          |     |     |     |     |     |     |     |     |     |     |     |     |     |     |     |     | 20  | 10  |     |     |     |     |     |     |     |     |     |     | 6    |
| 35   | Tommy Hill        | Honda             | 14  | 14  | 15  | Rit | 15  | 22  | Rit | Rit | 20  | 16  | 19  | 17  | NP  | NP  |     |     |     |     |     |     |     |     |     |     |     |     |     |     | 6    |
| 36   | David Salom       | Kawasaki          | 21  | 25  | 18  | Rit | 19  | 21  | 20  | Rit | 19  | 21  | 20  | 16  | 20  | 18  | 23  | Rit | 23  | 19  | 17  | Rit | 17  | 17  | 18  | Rit | 14  | 16  | 13  | 17  | 5    |
| 37   | David Checa       | Yamaha            |     |     |     |     | Rit | 20  | 19  | Rit | 22  | 19  |     |     |     |     | 21  | Rit | 24  | Rit | 18  | 19  | Rit | 18  | 17  | Rit | 15  | 17  | 14  | 15  | 4    |
| 38   | Brendan Roberts   | Ducati            | 17  | 19  | 21  | 19  | Rit | 18  | 16  | 13  | NP  | NP  |     |     |     |     |     |     |     |     |     |     |     |     |     |     |     |     |     |     | 3    |
| 39   | Roberto Rolfo     | Honda             | 13  | 16  | Rit | Rit |     |     |     |     |     |     |     |     |     |     |     |     |     |     |     |     |     |     |     |     |     |     |     |     | 3    |
| 40   | Vittorio Iannuzzo | Honda             | Rit | Rit | 20  | 21  | Rit | 23  | Rit | Rit | 21  | SQ  |     |     |     |     | 20  | 24  | Rit | Rit | 15  | 18  | Rit | 15  | Rit | Rit | Rit | Rit | Rit | Rit | 2    |
| 41   | Alessandro Polita | Suzuki            |     |     |     |     |     |     |     |     |     |     |     |     |     |     | 15  | 23  | 22  | Rit | Rit | Rit |     |     |     |     |     |     |     |     | 1    |
| 42   | Jake Zemke        | Honda             |     |     |     |     |     |     |     |     | 18  | 20  |     |     | 18  | 15  |     |     |     |     |     |     |     |     |     |     |     |     |     |     | 1    |
| NC   | Roland Resch      | Suzuki            |     |     |     |     | Rit | 25  | 21  | 17  | 24  | Rit |     |     |     |     | NC  | 25  | Rit | Rit | 19  | 20  | 18  | Rit |     |     | 16  | 18  | Rit | NP  | 0    |
|      | Blake Young       | Suzuki            |     |     |     |     |     |     |     |     |     |     |     |     |     |     |     |     | 25  | 17  |     |     |     |     |     |     |     |     |     |     | 0    |
|      | Ayrton Badovini   | Kawasaki          | NP  | NP  | Rit | Rit | 17  | Rit |     |     |     |     |     |     |     |     |     |     |     |     |     |     |     |     |     |     |     |     |     |     | 0    |
|      | Flavio Gentile    | Honda             |     |     |     |     |     |     |     |     |     |     |     |     |     |     |     |     |     |     |     |     |     |     |     |     | 17  | NP  |     |     | 0    |
|      | Steve Martin      | BMW               |     |     |     |     |     |     |     |     |     |     | 22  | 18  |     |     |     |     |     |     |     |     |     |     |     |     |     |     |     |     | 0    |
|      | Stuart Easton     | Kawasaki          |     |     |     |     |     |     | 18  | Rit |     |     |     |     |     |     |     |     |     |     |     |     |     |     |     |     |     |     |     |     | 0    |
|      | Shaun Whyte       | Yamaha            |     |     |     |     |     |     |     |     |     |     | 21  | 19  |     |     |     |     |     |     |     |     |     |     |     |     |     |     |     |     | 0    |
|      | Milos Cihak       | Suzuki            |     |     |     |     |     |     |     |     |     |     |     |     |     |     |     |     |     |     | 20  | Rit |     |     |     |     |     |     |     |     | 0    |
|      | Erwan Nigon       | Yamaha            |     |     |     |     |     |     |     |     |     |     |     |     | 22  | Rit |     |     |     |     |     |     |     |     |     |     |     |     |     |     | 0    |
|      | Richard Cooper    | BMW               |     |     |     |     |     |     |     |     |     |     |     |     |     |     |     |     |     |     |     |     | Rit | Rit |     |     |     |     |     |     | 0    |
|      | Luca Conforti     | Ducati            |     |     |     |     |     |     |     |     |     |     |     |     |     |     |     |     |     |     |     |     |     |     | Rit | NP  |     |     |     |     | 0    |
| Pos  | Pilota            | Moto              |     |     |     |     |     |     |     |     |     |     |     |     |     |     |     |     |     |     |     |     |     |     |     |     |     |     |     |     | P.ti |

| Legenda | 1º posto        | 2º posto            | 3º posto           | A punti      | Senza punti        | Grassetto – Pole position Corsivo – Giro più veloce |
| Legenda | Gara non valida | Non qual./Non part. | Ritirato/Non class | Squalificato | '-' Dato non disp. | Grassetto – Pole position Corsivo – Giro più veloce |

### Sistema di punteggio
| Pos.  | 1  | 2  | 3  | 4  | 5  | 6  | 7 | 8 | 9 | 10 | 11 | 12 | 13 | 14 | 15 | 16> |
| ----- | -- | -- | -- | -- | -- | -- | - | - | - | -- | -- | -- | -- | -- | -- | --- |
| Punti | 25 | 20 | 16 | 13 | 11 | 10 | 9 | 8 | 7 | 6  | 5  | 4  | 3  | 2  | 1  | 0   |

### Classifica costruttori[61]
| Pos. | Costruttore | Motocicletta  |    |    |    |    |    |    |    |     |    |    |    |    |    |    |    |    |    |    |    |    |    |    |    |    |    |    |     |    | P.ti |
| ---- | ----------- | ------------- | -- | -- | -- | -- | -- | -- | -- | --- | -- | -- | -- | -- | -- | -- | -- | -- | -- | -- | -- | -- | -- | -- | -- | -- | -- | -- | --- | -- | ---- |
| 1    | Ducati      | 1098 R        | 1  | 2  | 2  | 2  | 1  | 1  | 2  | 1   | 1  | 2  | 1  | 1  | 3  | 2  | 2  | 2  | 3  | 3  | 4  | 3  | 2  | 9  | 1  | 1  | 2  | 1  | 4   | 1  | 572  |
| 2    | Yamaha      | YZF-R1        | 10 | 1  | 1  | 1  | 7  | 2  | 1  | 6   | 6  | 1  | 3  | 9  | 1  | 1  | 1  | 7  | 1  | 1  | 18 | 1  | 1  | 2  | 4  | 5  | 1  | 4  | 1   | 5  | 505  |
| 3    | Honda       | CBR1000RR     | 5  | 3  | 5  | 4  | 5  | 5  | 3  | 2   | 3  | 3  | 4  | 3  | 2  | 3  | 7  | 1  | 4  | 2  | 2  | 4  | 3  | 1  | 5  | 5  | 5  | 3  | 2   | 3  | 431  |
| 4    | Aprilia     | RSV4 Factory  | 11 | 12 | 3  | 3  | 8  | 8  | 5  | Rit | 11 | 5  | 5  | 5  | 6  | 4  | 9  | 10 | 2  | 21 | 1  | 2  | 5  | 4  | 2  | 3  | 3  | 2  | 3   | 6  | 329  |
| 5    | Suzuki      | GSX-R 1000 K9 | 2  | 6  | 16 | 6  | 3  | 7  | 12 | 9   | 4  | 17 | 8  | 8  | 12 | 12 | 6  | 11 | 17 | 13 | 14 | 20 | 12 | 10 | 13 | 14 | 7  | 6  | Rit | 10 | 173  |
| 6    | BMW         | S1000RR       | 8  | 11 | 9  | 9  | 13 | 15 | 10 | 10  | 7  | 9  | 22 | 18 | 15 | 16 | 14 | 16 | 15 | 9  | 5  | 10 | 8  | 6  | 11 | 13 | 9  | 10 | 8   | 9  | 141  |
| 7    | Kawasaki    | ZX-10R        | 18 | 17 | 14 | 16 | 10 | 17 | 17 | 14  | 10 | 13 | 13 | 11 | 7  | 11 | 16 | 17 | 18 | 10 | 10 | 16 | 13 | 13 | 10 | 15 | 12 | 15 | 11  | 12 | 76   |